# Reformationsdenkmal (Leipzig)

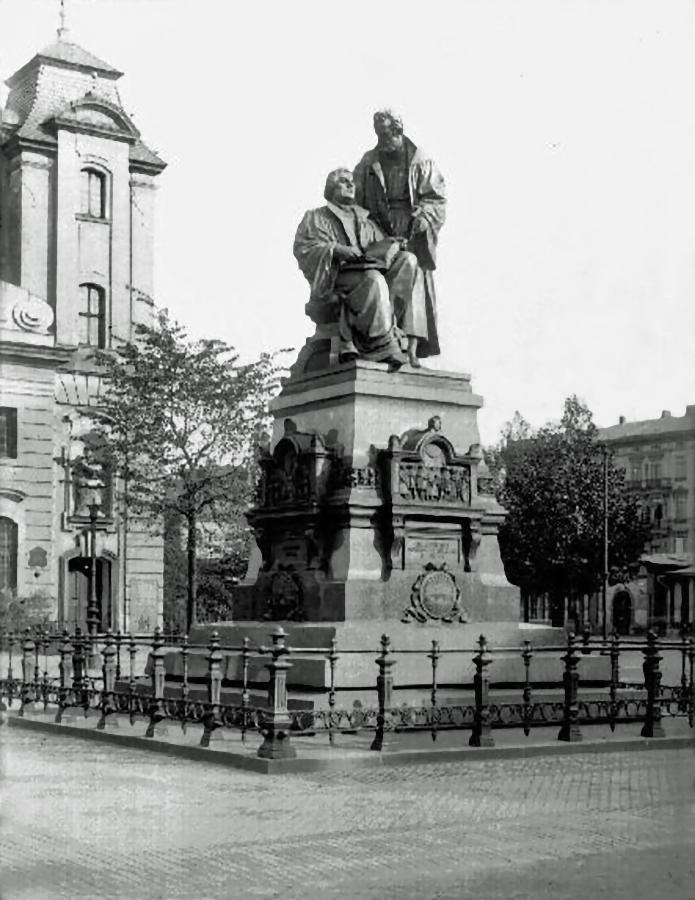
Das Reformationsdenkmal 1907 vor der Johanniskirche

Das Reformationsdenkmal  in Leipzig (häufig auch als Lutherdenkmal bezeichnet) war ein Monument zur Erinnerung an die Einführung der Reformation in Leipzig, das von 1883 bis 1943 auf dem Johannisplatz vor der Johanniskirche stand. Es war ein Werk des Dresdner Bildhauers Johannes Schilling (1828–1910).

## Gestaltung
Das Denkmal zeigte auf einem über drei Meter hohen Postament aus rotem Granit den sitzenden Martin Luther im Gespräch mit Philipp Melanchthon. Luther hielt eine aufgeschlagene Bibel auf den Knien und Melanchthon in der linken Hand die Augsburger Konfession. Die bronzenen Figuren waren überlebensgroß, der stehende Melanchthon 2,70 Meter, so dass das Denkmal eine Gesamthöhe von sechs Metern erreichte.
Das stark gegliederte Postament trug auf allen vier Seiten große Bronzetafeln mit Darstellungen aus dem protestantischen Glaubensleben. Darunter war je ein ovales Emblem mit einer aufgehenden Sonne und einem reformatorisch wichtigen Geschichtsdatum angebracht. Die Bronzetafeln stellten Folgendes dar: Die vordere zeigte die „Einführung der Reformation in Leipzig“ anhand der Übergabe des Kirchenschlüssels an den ersten lutherischen Pfarrer und Superintendenten der Stadt Johann Pfeffinger. Auf der rechten Seite waren „Kirchengang, Taufe und Konfirmation“ und auf der linken „Hausandacht, Predigt und Trauung“ dargestellt. Die Rückseite zeigte die „Ausspendung des Abendmahls unter beiderlei Gestalt“.

## Geschichte
Bereits 1839 zum 300. Jahrestag der Einführung der Reformation in Leipzig kam die Idee zu einem Denkmal auf, und es wurde ein privates Denkmalkomitee gegründet. Eine Realisierung kam mangels entsprechender Mittel nicht zustande. Ab 1869 schaltete sich der Rat der Stadt verstärkt in die Bemühungen ein. Schließlich konnte 1880 der Dresdner Bildhauer Johannes Schilling für das Werk gewonnen werden. Er wandte sich dem Leipziger Denkmal zu, nachdem er das Niederwalddenkmal vollendet hatte. Der Guss erfolgte in der Kunst- und Glockengießerei Lauchhammer, den Sockel gestaltete der Leipziger Steinhauermeister F. G. Damm. Ein sehr großer Teil der Gesamtkosten von 91.935 Mark war von Leipziger Bürgern gespendet worden.
Am 10. November 1883, dem 400. Geburtstag Luthers, wurde das Denkmal mit großer Feierlichkeit eingeweiht. Mit der Erweiterung der Johanniskirche in den Jahren 1894 bis 1897 erhielt das Denkmal einen neuen Hintergrund, mit dem es sehr gut harmonierte.
1942 wurde das Denkmal im Rahmen der „Metallspende für den Führer“ zum Abriss vorgesehen und Anfang 1943 demontiert und eingeschmolzen. Es ergab eine Bronzeschrottmenge von 11.340 Kilogramm. Nach 1950 wurde auch der Sockel entfernt.
Am 8. Juli 2005 gründete sich in Leipzig ein Verein, der Luther-Melanchthon-Denkmal e.V. Leipzig, der sich zum Ziel gesetzt hat, das Denkmal an alter Stelle wieder erstehen zu lassen, und der dafür an zahlreichen Stellen um materielle und ideelle Unterstützung wirbt. Der Stadtrat Leipzig beschloss in seiner Sitzung am 19. März 2014, gemeinsam mit dem Luther-Melanchthon-Denkmal-Verein bis zum Juni 2019 dem 500. Jahrestag von Luthers Disputation auf der Pleißenburg das Luther-Melanchthon-Denkmal „in geeigneter Form an einem geeigneten innerstädtischen Standort“ wieder aufzustellen.
2018 änderte der Luther-Melanchthon-Denkmal Verein e.V. sein Satzungsziel und folgte der Haltung der Stadt Leipzig, keine Nachbildung des alten Denkmals aufzustellen, sondern ein neues zu schaffen. Am 1. Oktober 2018 lobte die Stadt einen zweistufigen internationalen Wettbewerb für einen künstlerischen Entwurf zur Gestaltung eines Luther-Melanchthon-Denkmals aus, dessen Standort in der Grünanlage gegenüber dem Neuen Rathaus (Plastikgarten) sein sollte. Es gingen 71 Vorschläge anonym ein, aus denen die Jury diejenigen von drei Teilnehmern zur weiteren Bearbeitung in der zweiten Rund auswählte und Empfehlungen gab. Am 23. Mai 2019 wurde der Wiener Künstler Gerald Aigner als Sieger bekanntgegeben. Sein Entwurf sieht einen leeren Denkmalsockel vor, der mahnend an den Schmerz der Zerstörung des alten Denkmals erinnern soll. Der Siegerentwurf wartet nun auf die Realisierung durch den Luther-Melanchthon-Denkmal Verein.

## Sonstiges
Gemäß mündlicher Überlieferung legten die Leipziger vor dem Denkmal Melanchthon gerne folgende Worte in den Mund: „Komm, Martin, steh mal auf, du hast lange genug gesessen!“
Eine ähnliche Denkmalskomposition wie die Leipziger mit der wichtigeren Figur sitzend und der anderen stehend, nur ohne einander zugewandt zu sein, wiederholte sich hundert Jahre später mit der Berliner Marx-Engels-Skulptur. Und schließlich erinnert das Emblem der DDR-Jugendorganisation FDJ verblüffend an die Denkmal-Medaillons mit der aufgehenden Sonne.